# 塔巴纳克
塔巴纳克（法語：Tabanac，法語發音：[tabanak]）是法国吉伦特省的一个市镇，属于波尔多区。

## 地理
塔巴纳克（44°43'14"N, 0°24'20"W）面积8 平方千米，位于法国新阿基坦大区吉倫特省，该省份为法国西南部沿海省份，是法國本土面积最大的省，北起滨海夏朗德省，西临大西洋，南至朗德省，东南接洛特-加龍省，东临多爾多涅省。
与塔巴纳克接壤的市镇（或旧市镇、城区）包括：圣热内德隆博、卡斯特尔吉伦特、波尔泰茨、博雷什、博蒂朗、欧克斯、勒图尔讷。

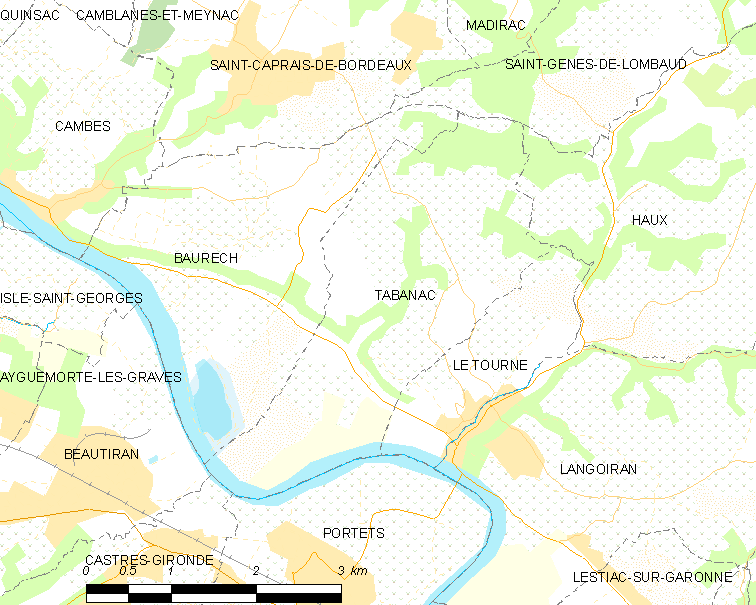
塔巴纳克的OSM定位图

塔巴纳克的时区为UTC+01:00、UTC+02:00（夏令时）。

## 行政
塔巴纳克的邮政编码为33550，INSEE市镇编码为33518。

## 政治
塔巴纳克所属的省级选区为海间县。

## 人口

1962-2008年间塔巴纳克人口变化图示

塔巴纳克于2022年1月1日时的人口数量为1074人。